# Ellel (Lancashire)
 (avril 2023).
Ellel est un village et une paroisse civile du Lancashire, en Angleterre.